# Anthurium laucheanum
Anthurium laucheanum är en kallaväxtart som beskrevs av Karl Heinrich Koch. Anthurium laucheanum ingår i släktet Anthurium och familjen kallaväxter. Inga underarter finns listade.